# Dolichopus speciosus
Dolichopus speciosus är en tvåvingeart som beskrevs av Van Duzee 1921. Dolichopus speciosus ingår i släktet Dolichopus och familjen styltflugor. Inga underarter finns listade i Catalogue of Life.